# Amelie Child-Villiers
Lady Amelie Natasha Sophia Child-Villiers (* 14. April 2008 in Jersey, Kanalinseln) ist eine britische Schauspielerin und Adlige.

## Leben
Child-Villiers ist eine Tochter des britischen Filmproduzenten, Schauspielers und Schriftstellers William Child-Villiers, 10. Earl of Jersey, aus dessen Ehe mit Marianne de Guelle. Sie hat zwei Schwestern und einen Bruder. Sie besuchte die Beaulieu Convent School. Sie gab 2021 ihr Filmschauspieldebüt in der Filmproduktion Censor in der Rolle der Nina. Im selben Jahr wurde bekannt, dass sie zum Cast der von Amazon MGM Studios produzierten Serie Der Herr der Ringe: Die Ringe der Macht gehören wird. Tatsächlich stellte sie in einer Episode die Rolle der jungen Galadriel dar, deren Alter Ego von Morfydd Clark verkörpert wurde. 2023 stellte sie die Rolle der Tatiana in der Filmproduktion The Machine dar. Von 2023 bis 2024 spielte sie in vier Episoden der Fernsehserie Silo die Rolle der jungen Juliette Nichols, dessen älteres Pendant von Rebecca Ferguson dargestellt wurde.

## Filmografie (Auswahl)
- 2021: Censor
- 2022: Der Herr der Ringe: Die Ringe der Macht (The Lord of the Rings: The Rings of Power, Fernsehserie, Episode 1x01)
- 2023: The Machine
- 2023–2024: Silo (Fernsehserie, 4 Episoden)